# Ludovic Drapeyron
Ludovic Drapeyron, född den 26 februari 1839 i Limoges, död den 9 januari 1901 i Paris, var en fransk geografisk och historisk författare.
Drapeyron, som var lyceilärare i historia och geografi, framlade vid den internationella geografiska kongressen i Paris 1875 en plan för reformering av geografiundervisningen och bildade 1876 Société de topographie för att popularisera topografin genom att anordna avgiftsfria lärokurser, införa densamma i skolorna, så småningom omgestalta geografin med tillhjälp av topografin och tillämpa den så omgestaltade geografin på historien. Drapeyron uppsatte 1876 och redigerade den förtjänstfulla Revue de géographie. Utöver geografiska arbeten skrev han åtskilliga verk rörande Frankrikes medeltidshistoria.